# Iris (album)
Pour les articles homonymes, voir Iris.
Albums de Claire Touzi Dit Terzi
Boucle
(2006)
Iris est un album de musique de scène de Claire Diterzi, sorti sous son nom patronymique de Claire Touzi Dit Terzi, le 19 mai 2004 sur le label Beluga. Il constitue la musique du spectacle IIris (2003) de Philippe Decouflé.

## Historique de l'album
L'album Iris a été conçu pour les représentations scéniques du spectacle de danse contemporaine IIris de Philippe Decouflé qui fut présenté durant une tournée de deux ans réalisée au Japon et dans le monde. Claire Touzi Dit Terzi, avant de prendre l'alias de Claire Diterzi, jouait la musique en direct sur scène à chaque représentation. C'est le premier album de la chanteuse qui dans les années 1990-2000 avait été la figure centrale des groupes Forguette Mi Note et Dit Terzi avant leurs dissolutions.

## Titres de l'album
1. Intro
2. Canicule
3. Quatre duos ralentis
4. Je danse dans ta bouche
5. Le Cœur
6. Le Foie
7. Les Poumons
8. Lu deux sabres
9. Infidèle
10. La Ville
11. Miya's Folk
12. L'Estomac
13. Trios sur la vitesse
14. La Valse du petit cheval
15. À genoux
16. La musique adoucit les mœurs
17. Sombre dimanche

## Musiciens ayant participé à l'album
- Claire Diterzi : chants, chœurs, guitare